# Classe Saint-Louis
 (juin 2021).
La mise en forme du texte ne suit pas les recommandations de Wikipédia : il faut le « wikifier ».
Les points d'amélioration suivants sont les cas les plus fréquents :
- Les titres sont pré-formatés par le logiciel. Ils ne sont ni en capitales, ni en gras.
- Le texte ne doit pas être écrit en capitales (les noms de famille non plus), ni en gras, ni en italique, ni en « petit »…
- Le gras n'est utilisé que pour surligner le titre de l'article dans l'introduction, une seule fois.
- L'italique est rarement utilisé : mots en langue étrangère, titres d'œuvres, noms de bateaux, etc.
- Les citations ne sont pas en italique mais en corps de texte normal. Elles sont entourées par des guillemets français : « et ».
- Les listes à puces sont à éviter, des paragraphes rédigés étant largement préférés. Les tableaux sont à réserver à la présentation de données structurées (résultats, etc.).
- Les appels de note de bas de page (petits chiffres en exposant, introduits par l'outil «  Source ») sont à placer entre la fin de phrase et le point final[comme ça].
- Les liens internes (vers d'autres articles de Wikipédia) sont à choisir avec parcimonie. Créez des liens vers des articles approfondissant le sujet. Les termes génériques sans rapport avec le sujet sont à éviter, ainsi que les répétitions de liens vers un même terme.
- Les liens externes sont à placer uniquement dans une section « Liens externes », à la fin de l'article. Ces liens sont à choisir avec parcimonie suivant les règles définies. Si un lien sert de source à l'article, son insertion dans le texte est à faire par les notes de bas de page.
- La présentation des références doit suivre les conventions bibliographiques. Il est recommandé d'utiliser les modèles {{Ouvrage}}, {{Chapitre}}, {{Article}}, {{Lien web}} et/ou {{Bibliographie}}. Le mode d'édition visuel peut mettre en forme automatiquement les références.
- Insérer une infobox (cadre d'informations à droite) n'est pas obligatoire pour parachever la mise en page.

Pour une aide détaillée, merci de consulter Aide:Wikification.
Si vous pensez que ces points ont été résolus, vous pouvez retirer ce bandeau et améliorer la mise en forme d'un autre article.
 (août 2022).
Le contenu est difficilement compréhensible vu les erreurs de traduction, qui sont peut-être dues à l'utilisation d'un logiciel de traduction automatique.
Ne doit pas être confondu avec Classe St. Louis.
La classe Saint-Louis est une série de modèles de croiseurs lourds développés par la Marine Nationale en 1939 pour succéder au croiseur l'Algérie mais sans les limitations imposées à la construction de navires de guerre par les traités navals de Londres et de Washington. Cette série a été désignée C5. Au début de la Seconde Guerre mondiale, tous les navires en construction ne pouvant être terminés à court terme ont été suspendus et leurs conceptions revues. La conception de la classe C5 a été modifiée et mise à jour provisoirement pour être nommé la classe Saint-Louis . Les travaux de conception de la classe Saint-Louis se sont terminés avec la chute de la France en 1940.

## Plans C5 SA1 et C5 A3
Les travaux du programme C5 ont été commencés pour éventuellement remplacer la classe de croiseurs légers Dugay-Trouin, qui devaient être remplacés à partir de 1946, comme stipulé dans le traité naval de Londres de 1930 que tous les croiseurs de plus de 3 000 tonnes ne pouvaient être remplacés que vingt ans après leur date de mise en service,. Avec l'année de conception généralement requise et quatre à cinq ans pour construire un croiseur en France, les travaux de conception préliminaire ont commencé au printemps 1939 par le STCN (Service technique des constructions navales). Responsables de la marine française dans les années 1930, en plus de leur préoccupation face à la croissance de la marine royale d'Italie, ont également été influencés par les nouvelles de l'Allemagne établissant les cinq croiseurs lourds de la classe Admiral Hipper, armés de canons de 203 mm, ce qui a encore accru le besoin de croiseurs plus récents et plus lourdement armés. Le nouveau programme de 1939 reçut la désignation « C5 », suivant la nomenclature de la marine française pour les croiseurs depuis 1926 (une désignation « C » avec des numéros en séquence, commençant par "C1" avec le croiseur Colbert, jusqu'à "C4" avec le croiseur l'Algérie.

### Conception et développement
Il ne reste que peu de documents originaux du programme C5, mais un document du 12 mai 1939 énumérait deux plans (probables) d'évaluation concurrentielle. Un plan devait s'appeler A3 pour « Aviation 3 », avec deux hydravions . Le deuxième plan devait s'appeler SA1 pour " Sans-Aviation 1" qui était proposé sans installations aéronavales. Les deux conceptions seraient basées sur l'Algérie, mais l'innovation majeure de la C5 par rapport à la C4 a été l'adoption de trois canons de 203 mm., qui a été influencé par les croiseurs légers de classe De Grasse. Cela donnait au C5 non seulement un avantage d'un canon supplémentaire par rapport à la plupart des modèles de croiseurs lourds contemporains, qui avaient généralement une configuration de huit canons 4 × 2, mais cela réduisait également la longueur de l'axe central nécessaire en éliminant une tourelle. Cela a permis d'ajouter des canons anti-aériens (dans le cas de la conception SA1) ou un hangar pour hydravions agrandis (dans le cas de la conception A3).
Le programme C5 nécessitait également l'incorporation de deux systèmes anti-aériens nouvellement développés, le Canon de 100 mm Modèle 1933 à double canon, qui ne sera jamais mis en service (il était également prévu pour le croiseur léger de classe De Grasse), et le Canon de 37 mm Modèle 1935 ACAD (automatique contre-avions double). L'ACAD était un bicylindre entièrement automatique 37 système de canon de mm, chargé à partir d'un hall de munitions souterrain sous la tourelle motorisée entièrement fermée (mais pas surélevée). Tirant à partir de chargeurs à six cartouches, les canons ont tiré des projectiles à haute sensibilité de 825 mps à 165-172 coups par minute avec une pression de tir de 3 000 kg/cm. Cette cadence de tir élevée et cette pression élevée sur le canon signifiaient également que l'ACAD avait une très courte durée de vie du canon d'environ 600 coups. Pour éliminer les problèmes de flash et de vibration dans la visée rencontrés par les viseurs montés, les canons étaient dirigés par un télémètre de 2 mètres monté sur une tour de contrôle de tir séparée qui visait et tirait le canon. Un prototype du canon unique de l'ACAD a été monté sur l'Amiens en 1939 et a fourni des tirs anti-aériens de couverture pour le corps expéditionnaire britannique en retraite pendant la bataille de Dunkerque.

### A3 et SA1
La principale différence entre les conceptions A3 et SA1 était l'utilisation de l'espace à l'arrière au milieu du navire. La conception "A3" a utilisé cet espace pour deux catapultes Loire 130 et deux hydravions, avec une position de levage et de repos entre elles. Une plate-forme rotative entre les catapultes a également permis aux hydravions sur chariots d'être manœuvrés directement sur la catapulte sans l'utilisation de grues. C'était le même système sur De Grasse et  Dunkerque cours. Deux grues de 15 m devaient être utilisées pour récupérer les hydravions de l'eau.
Le plan "SA1" à l'inverse ne possédait pas d'installations aéronautiques. Au lieu de cela, l'espace où la conception A3 utilisée comme installations aéronautiques a été utilisé pour deux autres 37 tourelles ACAD mm et deux autres tourelles doubles de 100 mm/45. Absentes de la conception A3, quatre positions de mitrailleuses quadruples Hotchkiss M1929 étaient situées sur les coins du pont-abri, comme avec l'Algérie. Ceux-ci ont considérablement augmenté les capacités anti-aériennes SA1 par rapport à la conception A3. Le compromis entre les conceptions était une augmentation du volume interne nécessaire pour les 100 et 37 chargeurs de munitions blindés mm de 3,5 m et augmentant le poids de la conception SA1 de plus de 100 tonnes. Les canons anti-aériens supplémentaires nécessiteraient également plus d'équipages et de logements que la conception A3 axée sur l'aviation.

## Saint-Louis
Avec le déclenchement de la guerre en Europe le 1er septembre 1939, tous les navires en construction qui ne pouvaient être achevés à court terme étaient suspendus et devaient être revus, y compris le programme C5. Le 23 janvier, une nouvelle étude pour un croiseur lourd de 13 000 tonnes de déplacement a été autorisée sur la base du C5. Cela a été précisé dans le décret naval du 1er avril 1940 qui prévoyait la construction de trois de ces croiseurs lourds. Les caractéristiques générales et les spécifications ont été définies le 15 avril 1940 avec une augmentation de déplacement maximale encore plus importante à 14 770 tonnes, et le 15 mai 1940. Une liste de noms pour les nouveaux croiseurs lourds a été établie sur la base de cuirassés pré-dreadnought à la retraite. Ces noms étaient Saint-Louis, Henri IV, Charlemagne, Brennus, Charles Martel et Vercingétorix . Tous les travaux sur la classe Saint-Louis ont été abandonnés après la chute de la France le 25 juin 1940, sans plan de blindage finalisé (sur quatre plans différents suggérés) et sans détails finalisés sur les moteurs.